# Noé Mauagali
Noé Mauagali (em luganda: Mawaggali) foi um dos mártires a serem mortos a mando do cabaca Muanga II (r. 1884–1888) do Reino de Buganda, na atual Uganda.

## Vida
Noé nasceu em em 1850 em Necazibacu na região de Singo, e era filho de Musazi e Meme (futura Valéria) e irmão mais velho de Carlos Luanga e Munacu (futura Maria Matilda), todos membros do clã negabi. Reputado como trabalhador firme, curtia couro e era oleiro, sendo nomeado oleiro do chefe local, que admirava seu trabalho. Após viver algum tempo na casa deste, tornou-se inquilino de Matias Calemba e construiu uma casa em sua terra. Por sua amizade com Matias, foi influenciado a se tornar catecúmeno e foi batizado em 1 de novembro de 1885, na Festa de Todos os Santos, junto com outros 22 indivíduos.

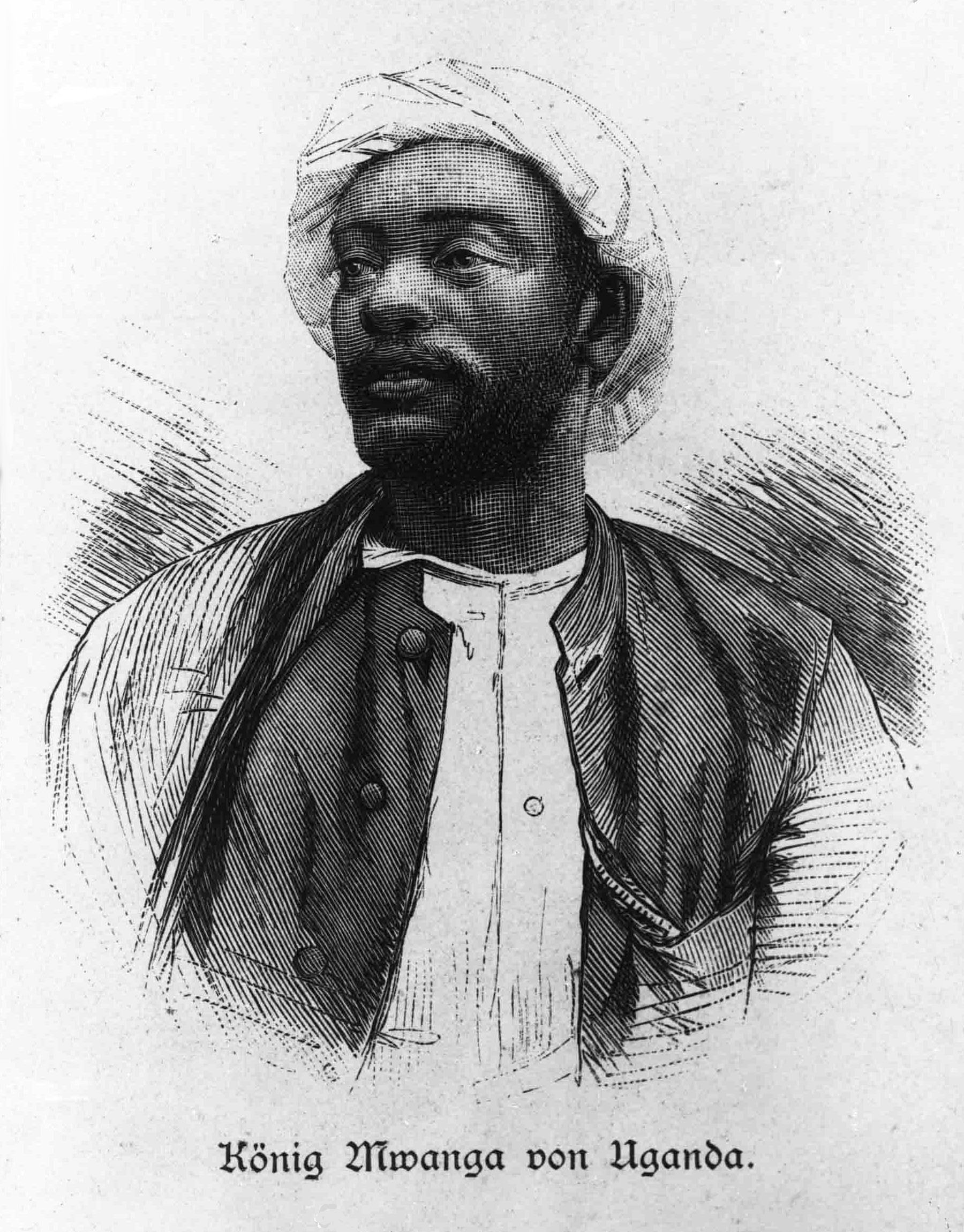
r.

Em 1881, estava entre os católicos que iam às aulas sobre o Evangelho de Mateus e os Atos dos Apóstolos ministradas pelo missionário anglicano Alexander Mackay. Em 1886, quando eclode a perseguição aos cristão sob mando do cabaca Muanga II (r. 1884–1888), estava em Mitiana, 45 quilômetros de distância da capital Mengo. Em 31 de maio, foi a Cauingo visitar alguns cristãos. Enquanto estava na casa de Lucas Banabaquintu dando instruções e discutindo a prisão de Matias e Lucas, a casa foi cercada pelo grupo liderado pelo legado real Mebugano. Mauagali foi ao encontro deles, dando a seus companheiros a chance de escapar. Diz-se que gritaram "É você, Mauagali?" e ele respondeu "Sim, é" antes de passar sobre sua cabeça um tecido de casca que estava usando.
Camani, principal baterista do rei, mergulhou sua lança nas costas de Mauagali, que caiu muito ferido. Um dos atacantes sugeriu que Noé fosse dado aos cachorros. Ele foi amarrado a uma árvore e os cachorros o rasgaram em pedaços, um tormento que durou até o anoitecer. De noite, seus restos foram desatados da árvore e deixados na estrada como aviso a outros cristãos. No dia seguinte, quando partiram, quase mais nada de seu corpo havia restado, pois as hienas também lhe devoraram. Noé foi beatificado por papa Bento XV em 1920 e canonizado pelo papa Paulo VI em 1964. Uma porção da árvore a qual foi atado está em Mitiana, onde um santuário moderno celebra ele, Lucas e Matias.